# 부시맨 3 - 강시와 부시맨
《부시맨 3 - 강시와 부시맨》(非洲和尙: Crazy Safari, The Gods Must Be Crazy III)은 홍콩에서 제작된 진회의 감독의 1991년 코미디 영화이다. 니카우 등이 주연으로 출연하였다.

## 출연
- 니카우
- 임정영
- 샘 크리스토퍼 초우